# 芦沢俊美
芦沢 俊美（あしざわ としみ、1946年1月30日 - 2013年）は、日本テレビの元アナウンサー。妻はアナウンサー（日本テレビ→フリー）の江川範子。東京都出身。

## 人物
1964年3月、東京都立新宿高等学校卒業。1968年3月、慶應義塾大学法学部政治学科卒業。
1968年4月、日本テレビに入社し、アナウンス部に配属（同期入社は小早川正昭、中西江美子（旧姓：阿部）、白石浩子）。スポーツアナウンサーとしてボクシング、サッカー、陸上競技（マラソン、駅伝）を中心に担当する。特にサッカーは、メキシコで開催された1970 FIFAワールドカップで3期先輩の舛方勝宏と共に自費取材を敢行し、1971年にテレビ中継が開始された全国高等学校サッカー選手権大会を実況するなど、日本テレビにおけるサッカー実況体制の基盤を確立した。
1973年、アナウンス部の同僚で2期後輩の江川範子と結婚。1980年頃から報道兼務となり、平日昼や週末夕方・深夜のニュースを担当した。
1996年5月、チーフアナウンサー職を最後にアナウンス部を離れ、事業局に異動。その後、広報局広報部長、広報局IR部長を歴任し、2004年6月に教育担当部長としてアナウンス部に復帰（管理職専任）。2006年に定年退職。
2013年、死去。

## 出演番組
これまでに担当したスポーツ中継の実況経歴
- ダイナミックグローブ（実況[注釈 2]）
- 全国高等学校サッカー選手権大会（決勝戦実況など）
- バレーボール中継（実況）
- 東京国際マラソン（1986年など、スタート・ゴール実況）
- 新春スポーツスペシャル箱根駅伝（1987年 - 1994年、1号車実況/1995年 -1996年、センター実況）
- トヨタカップサッカー（1981年など）
- 世界陸上競技選手権大会（実況）

報道・情報番組の出演経歴
| 期間                               | 期間                               | 番組名                                            | 役職               | 備考 |
| ---------------------------------- | ---------------------------------- | ------------------------------------------------- | ------------------ | --- |
| 1980年代                           | 1980年代                           | スポーツニュース                                  | スタジオキャスター | 不定期として持ち回りにて担当 |
| 1985年10月4日                      | 1988年4月3日                       | きょうの出来事                                    | キャスター         | 金曜日・休日担当、舛方勝宏が休暇やスポーツ取材になる場合、1988年4月から1990年3月までは金曜 - 日曜のメインキャスターを青尾幸とコンビで代役として伝えていた、その場合『昼のニュース』の担当からは外れている |
| 1988年4月9日                       | 1991年9月29日                      | 昼のニュース                                      | キャスター         | それ以前からシフト勤務にて担当、1990年3月31日まで休日担当、4月1日から水曜日 - 金曜日・休日担当 |
| 1988年4月9日 および 1991年10月5日  | 1990年3月30日 および 1996年5月25日 | ニュースプラス1・土曜版→ニュースプラス1・サタデー | キャスター         | |
| 1988年4月10日 および 1991年10月6日 | 1990年3月25日 および 1996年3月31日 | 日曜夕刊                                          | キャスター         | |
| 1991年4月                          | 1996年5月                          | スーパーテレビ情報最前線                          | ナレーション       | |
| 1996年4月7日                       | 1996年5月26日                      | ニュースプラス1・サンデー                         | キャスター         | |

その他
- あさま山荘事件報道（1972年）中継要員として久能靖、倉持隆夫、小早川正昭らと共に担当
- スポーツジョッキー 中畑クンと徳光クン→中畑&徳光のスポーツ熱中宣言（1990年4月 - 1991年3月）ナレーション
- 投稿!特ホウ王国（1994年）特派員[7]